# Wives
Pour plus de détails, voir Fiche technique et Distribution.
Wives (Hustruer) est un film norvégien réalisé par Anja Breien, sorti en 1975. Il est sélectionné au Festival international du film de Toronto 1976.

## Fiche technique
- Titre original : Hustruer
- Titre français : Wives
- Réalisation : Anja Breien
- Scénario : Anja Breien
- Pays d'origine : Norvège
- Format : Couleurs - 16 mm - 1,66:1 - Mono
- Genre : comédie dramatique
- Durée : 84 minutes
- Date de sortie :
  - 4 septembre 1975 :  Norvège
  - 18 octobre 1976 :  Canada (Festival international du film de Toronto 1976)

## Distribution
- Anne Marie Ottersen : Mie Jacobsen
- Katja Medbøe : Kaja Qvist
- Frøydis Armand : Heidrun Iverson
- Gunnar Alme : sans-abri
- Helge Jordal : photographe
- Grete Nordrå : sans-abri
- Alf Nordvang : Prsjonalsjefen
- Sverre Anker Ousdal : mari de Mie
- Nøste Schwab : mère de Kaja
- Julian Strøm : sans-abri
- Stein C. Thue : photographe